# Ṇ̓
Ṇ̓ (minuscule : ṇ̓), appelé N virgule suscrite point souscrit, est une lettre latine utilisée dans l’écriture du heiltsuk.
Il s’agit de la lettre N diacritée d’une virgule suscrite et d’un point souscrit.

## Usage informatique
Le N virgule suscrite point souscrit peut être représenté avec les caractères Unicode suivants : 
- composé et normalisé NFC (latin étendu additionnel, diacritiques) :

| formes    | représentations | chaînes de caractères | points de code | descriptions                                                         |
| --------- | --------------- | --------------------- | -------------- | -------------------------------------------------------------------- |
| capitale  | Ṇ̓               | Ṇ◌̓                    | U+1E46 U+0313  | lettre majuscule latine n point souscrit diacritique virgule en chef |
| minuscule | ṇ̓               | ṇ◌̓                    | U+1E47 U+0313  | lettre minuscule latine n point souscrit diacritique virgule en chef |

- décomposé et normalisé NFD (latin de base, diacritiques) :

| formes    | représentations | chaînes de caractères | points de code       | descriptions                                                                     |
| --------- | --------------- | --------------------- | -------------------- | -------------------------------------------------------------------------------- |
| capitale  | Ṇ̓               | N◌̣◌̓                   | U+004E U+0323 U+0313 | lettre majuscule latine n diacritique point souscrit diacritique virgule en chef |
| minuscule | ṇ̓               | n◌̣◌̓                   | U+006E U+0323 U+0313 | lettre minuscule latine n diacritique point souscrit diacritique virgule en chef |

## Sources
- Alphabet heiltsuk, Bella Bella Community School.